# Belgische kampioenschappen atletiek 1981
In 1981 vonden de Belgische kampioenschappen atletiek Alle Categorieën, voor zowel de mannen als de vrouwen, plaats op 8 en 9 augustus in Brussel, met uitzondering van het hamerslingeren, dat op 27 september 1981 in Brussel werd verwerkt.

## Uitslagen

### 100 m
| rang   | atleet          | prestatie |
| ------ | --------------- | --------- |
| Goud   | Jacques Borlée  | 10,61 s   |
| Zilver | Daniel Reygaert | 10,76 s   |
| Brons  | Patrick Couder  | 10,77 s   |

| rang   | atlete              | prestatie |
| ------ | ------------------- | --------- |
| Goud   | Liliane Meganck     | 11,79 s   |
| Zilver | Edith Demaertelaere | 11,85 s   |
| Brons  | Véronique Colonval  | 11,91 s   |

### 200 m
| rang   | atleet         | prestatie |
| ------ | -------------- | --------- |
| Goud   | Jacques Borlée | 21,09 s   |
| Zilver | Danny Roelandt | 21,37 s   |
| Brons  | Renno Roelandt | 21,39 s   |

| rang   | atlete              | prestatie |
| ------ | ------------------- | --------- |
| Goud   | Edith Demaertelaere | 23,94 s   |
| Zilver | Liliane Meganck     | 24,07 s   |
| Brons  | Véronique Colonval  | 24,44 s   |

### 400 m
| rang   | atleet          | prestatie |
| ------ | --------------- | --------- |
| Goud   | Fons Brydenbach | 45,78 s   |
| Zilver | Eddy De Leeuw   | 46,66 s   |
| Brons  | Jan Cauwelier   | 48,63 s   |

| rang   | atlete          | prestatie |
| ------ | --------------- | --------- |
| Goud   | Rosine Wallez   | 53,34 s   |
| Zilver | Regine Berg     | 55,25 s   |
| Brons  | Chris Tavernier | 56,11 s   |

### 800 m
| rang   | atleet           | prestatie |
| ------ | ---------------- | --------- |
| Goud   | Julien Michiels  | 1.52,40   |
| Zilver | Rudi De Wyngaert | 1.52,97   |
| Brons  | Marnix Mabbe     | 1.53,09   |

| rang   | atlete           | prestatie |
| ------ | ---------------- | --------- |
| Goud   | Viviane De Pré   | 2.08,96   |
| Zilver | Mia Corneille    | 2.10,05   |
| Brons  | Carola Van Dijck | 2.10,66   |

### 1500 m
| rang   | atleet             | prestatie |
| ------ | ------------------ | --------- |
| Goud   | Bob Verbeeck       | 3.45,17   |
| Zilver | Marc Nevens        | 3.45,33   |
| Brons  | Jean-Pierre Paumen | 3.45,47   |

| rang   | atlete                | prestatie |
| ------ | --------------------- | --------- |
| Goud   | Betty Vansteenbroek   | 4.32,00   |
| Zilver | Anne-Marie Van Nuffel | 4.33,41   |
| Brons  | Marie-Rose Verhoeven  | 4.33,61   |

### 5000 m/3000 m
| rang   | atleet           | prestatie |
| ------ | ---------------- | --------- |
| Goud   | Miel Puttemans   | 13.53,56  |
| Zilver | Jef Gees         | 13.54,13  |
| Brons  | Alex Hagelsteens | 13.54,78  |

| rang   | atlete           | prestatie |
| ------ | ---------------- | --------- |
| Goud   | Christel Jennis  | 9.20,22   |
| Zilver | Rita Thijs       | 9.21,40   |
| Brons  | Francine Peeters | 9.23,25   |

### 10.000 m
| rang   | atleet         | prestatie |
| ------ | -------------- | --------- |
| Goud   | Roger De Vogel | 28.39,81  |
| Zilver | Eddy De Pauw   | 29.14,55  |
| Brons  | Adrien Ymeret  | 29.16,80  |

### 110 m horden/100 m horden
| rang   | atleet            | prestatie |
| ------ | ----------------- | --------- |
| Goud   | André Fridenbergs | 14,02 s   |
| Zilver | Serge Beckers     | 14,61 s   |
| Brons  | Juan Da Silva     | 14,68 s   |

| rang   | atlete                 | prestatie |
| ------ | ---------------------- | --------- |
| Goud   | Myriam Wéry            | 13,94 s   |
| Zilver | Tania De Groote        | 14,08 s   |
| Brons  | Christa Vandercruyssen | 14,27 s   |

### 400 m horden
| rang   | atleet           | prestatie |
| ------ | ---------------- | --------- |
| Goud   | Michel Zimmerman | 50,59 s   |
| Zilver | Rik Tommelein    | 52,44 s   |
| Brons  | Johan Dobbelaere | 52,56 s   |

| rang   | atlete                | prestatie |
| ------ | --------------------- | --------- |
| Goud   | Anne Michel           | 59,22 s   |
| Zilver | Marie-Christine Caron | 60,80 s   |
| Brons  | Chris Staut           | 63,33 s   |

### 3000 m steeple
| rang   | atleet            | prestatie |
| ------ | ----------------- | --------- |
| Goud   | Paul Thys         | 8.41,26   |
| Zilver | William Van Dijck | 8.44,92   |
| Brons  | Willy Laureys     | 8.48,10   |

### Verspringen
| rang   | atleet            | prestatie |
| ------ | ----------------- | --------- |
| Goud   | Ronald Desruelles | 7,85 m    |
| Zilver | Roland Marloye    | 7,73 m    |
| Brons  | Luc Kerkhofs      | 7,37 m    |

| rang   | atlete              | prestatie |
| ------ | ------------------- | --------- |
| Goud   | Myriam Duchateau    | 6,18 m    |
| Zilver | Danielle Vandevoort | 6,17 m    |
| Brons  | Myriam Wéry         | 5,88 m    |

### Hink-stap-springen
| rang   | atleet        | prestatie |
| ------ | ------------- | --------- |
| Goud   | Didier Falise | 15,41 m   |
| Zilver | Luc Carlier   | 15,25 m   |
| Brons  | Paul Henry    | 15,11 m   |

### Hoogspringen
| rang   | atleet           | prestatie |
| ------ | ---------------- | --------- |
| Goud   | Peter Soetewey   | 2,17 m    |
| Zilver | Marc Borra       | 2,17 m    |
| Brons  | Patrick Steemans | 2,14 m    |

| rang   | atlete                       | prestatie |
| ------ | ---------------------------- | --------- |
| Goud   | Françoise Van Poelvoorde     | 1,78 m    |
| Zilver | Chris Soetewey               | 1,78 m    |
| Brons  | Patsy Ceulemans Ria Hintjens | 1,75 m    |

### Polsstokhoogspringen
| rang   | atleet             | prestatie |
| ------ | ------------------ | --------- |
| Goud   | Patrick Desruelles | 5,30 m    |
| Zilver | Jean-Marc Jacques  | 4,80 m    |
| Brons  | Bruno Desaegher    | 4,60 m    |

### Kogelstoten
| rang   | atleet            | prestatie |
| ------ | ----------------- | --------- |
| Goud   | Georges Schroeder | 17,21 m   |
| Zilver | Noël Legros       | 16,60 m   |
| Brons  | Wim Haine         | 15,09 m   |

| rang   | atlete                | prestatie |
| ------ | --------------------- | --------- |
| Goud   | Brigitte De Leeuw     | 13,75 m   |
| Zilver | Ingrid Engelen        | 13,21 m   |
| Brons  | Marie-Christine Caron | 12,82 m   |

### Discuswerpen
| rang   | atleet            | prestatie |
| ------ | ----------------- | --------- |
| Goud   | Georges Schroeder | 53,22 m   |
| Zilver | Robert Van Schoor | 51,60 m   |
| Brons  | Daniel Decock     | 44,88 m   |

| rang   | atlete              | prestatie |
| ------ | ------------------- | --------- |
| Goud   | Marie-Paule Geldhof | 46,38 m   |
| Zilver | Maggy Wauters       | 46,30 m   |
| Brons  | Brigitte De Leeuw   | 45,34 m   |

### Speerwerpen
| rang   | atleet              | prestatie |
| ------ | ------------------- | --------- |
| Goud   | Tony Duchateau      | 70,66 m   |
| Zilver | Christian Maigret   | 66,26 m   |
| Brons  | Jean-Paul Schlatter | 65,28 m   |

| rang   | atlete           | prestatie |
| ------ | ---------------- | --------- |
| Goud   | Gaby Grotenclaes | 45,38 m   |
| Zilver | Martine Florent  | 45,04 m   |
| Brons  | Sybille Bauduin  | 41,40 m   |

### Hamerslingeren[1]
| rang   | atleet           | prestatie |
| ------ | ---------------- | --------- |
| Goud   | Guy Pierre       | 59,38 m   |
| Zilver | Marnix Verhegghe | 58,32 m   |
| Brons  | Jacques Mortier  | 53,74 m   |

1889 · 
1890 · 
1891 · 
1892 · 
1893 · 
1894 · 
1895 · 
1896 · 
1897 · 
1898 · 
1899 · 
1900 · 
1901 · 
1902 · 
1903 · 
1904 · 
1905 · 
1906 ·
1907 ·
1908 · 
1909 · 
1910 · 
1911 · 
1912 · 
1913 · 
1914 · 
1919 · 
1920 · 
1921 · 
1922 · 
1923 · 
1924 · 
1925 · 
1926 · 
1927 · 
1928 · 
1929 · 
1930 · 
1931 · 
1932 · 
1933 · 
1934 · 
1935 · 
1936 · 
1937 · 
1938 · 
1939 · 
1940 · 
1941 · 
1942 · 
1943 · 
1944 · 
1945 · 
1946 · 
1947 · 
1948 · 
1949 · 
1950 · 
1951 · 
1952 · 
1953 · 
1954 · 
1955 · 
1956 · 
1957 · 
1958 · 
1959 · 
1960 · 
1961 · 
1962 · 
1963 · 
1964 · 
1965 · 
1966 · 
1967 · 
1968 · 
1969 · 
1970 · 
1971 · 
1972 · 
1973 · 
1974 · 
1975 · 
1976 · 
1977 · 
1978 · 
1979 · 
1980 · 
1981 · 
1982 · 
1983 · 
1984 · 
1985 · 
1986 · 
1987 · 
1988 · 
1989 · 
1990 · 
1991 · 
1992 · 
1993 · 
1994 ·
1995 · 
1996 · 
1997 · 
1998 · 
1999 · 
2000 · 
2001 · 
2002 · 
2003 · 
2004 · 
2005 · 
2006 · 
2007 · 
2008 · 
2009 · 
2010 · 
2011 · 
2012 · 
2013 · 
2014 · 
2015 · 
2016 · 
2017 · 
2018 · 
2019 · 
2020 · 
2021 · 
2022 · 
2023 · 
2024